# فوکوده، شیزوئوکا
فوکوده، شیزوئوکا (به لاتین: Fukude) یک منطقهٔ مسکونی در ژاپن است که در ناحیه چوبو واقع شده‌است. فوکوده ۱۹٬۵۱۲ نفر جمعیت دارد.